# Anzin
Anzin (Nederlands: Ansingen) is een gemeente in het Franse Noorderdepartement (Frans: département du Nord) in de regio Hauts-de-France. De gemeente telde op 1 januari 2022 13.417 inwoners, die Anzinois worden genoemd, en maakt deel uit van het arrondissement Valenciennes. Anzin ligt in de verstedelijking van de stad Valenciennes.

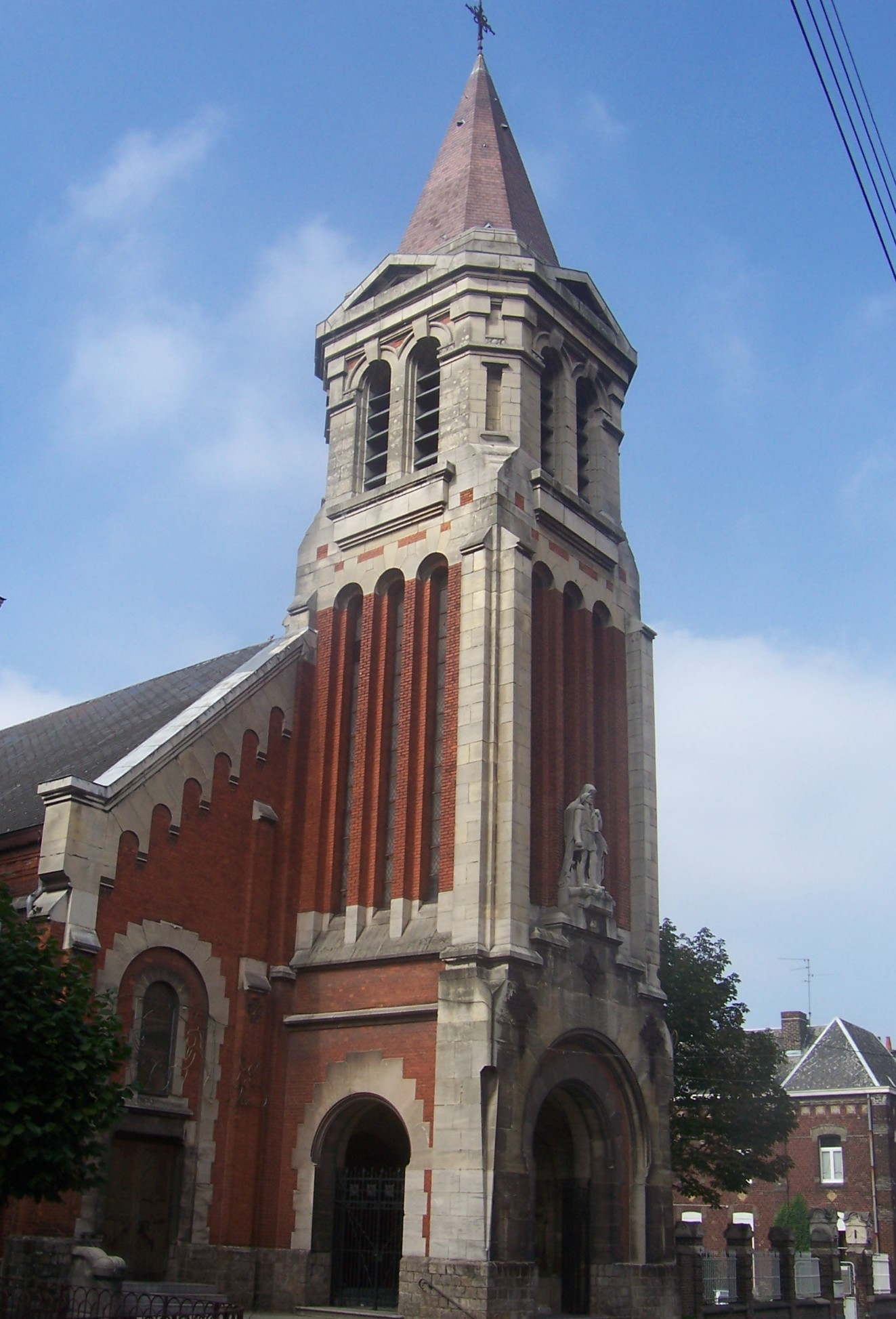
Église Sainte-Barbe

## Geschiedenis

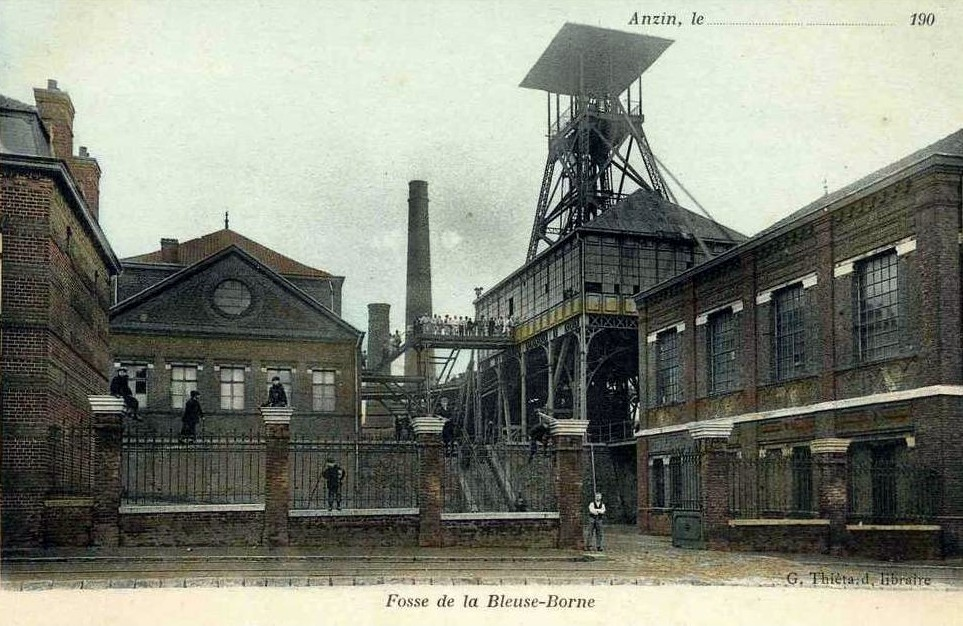
Mijnschacht Bleuse Borne

De plaats Anzin werd voor het eerst vermeld in 877 onder de naam Asinium in een akte waarin Karel de Kale het gebied schonk aan zijn vrouw Ermentrudis van Orléans, abdis van de Abdij van Harnon. Het kwam een aantal malen in andere handen, totdat het in 1678 definitief onderdeel werd van Frankrijk bij de Vrede van Nijmegen.
In 1734 werd er in Anzin voor het eerst steenkool aangetroffen. In 1757 werd een exploitatiemaatschappij voor de steenkoolmijnen van Anzin gesticht, de Compagnie des mines d'Anzin. Door deze ontdekking ontwikkelde Anzin zich tot een industriële stad, waar glasfabrieken, gieterijen en walserijen werden opgericht. Het dorp lag aan de Riviérette, waarvan het tracé gebruikt werd voor het kanaliseren van de Schelde in de jaren 1770.
In de 19e eeuw vonden er talloze mijnstakingen plaats. Aan het einde van de 19e eeuw kwamen er diverse staalfabrieken: les Forges et Aciéries de Denain-Anzin (tegenwoordig Usinor), en de onderneming Escaut-et-Meuse (Schelde en Maas) (tegenwoordig Vallourec).
In de jaren 70, na het sluiten van de mijnen, kwam ook de staalindustrie in een crisis terecht. De ene na de andere fabriek moest sluiten.
Tegenwoordig wordt de plaats steeds verder opgeknapt. Vervallen industrieterreinen worden omgevormd tot groene zones, de tramlijn van Valenciennes vervangt de oude spoorwegverbinding van de mijnstreek.
Sinds 1 januari 2004 maken enkele wijken deel uit van de zone franche urbaine (stedelijk stimuleringsgebied) van Anzin, Beuvrages en Valenciennes.

## Geografie
De oppervlakte van Anzin bedroeg op 1 januari 2022 3,64 vierkante kilometer; de bevolkingsdichtheid was toen 3.686 inwoners per km².. De gemeente grenst in het oosten aan de gekanaliseerde Schelde. De bebouwing van Anzin is vergroeid met die van buurgemeenten Beuvrages, Raismes, Petite-Forêt en Valenciennes.

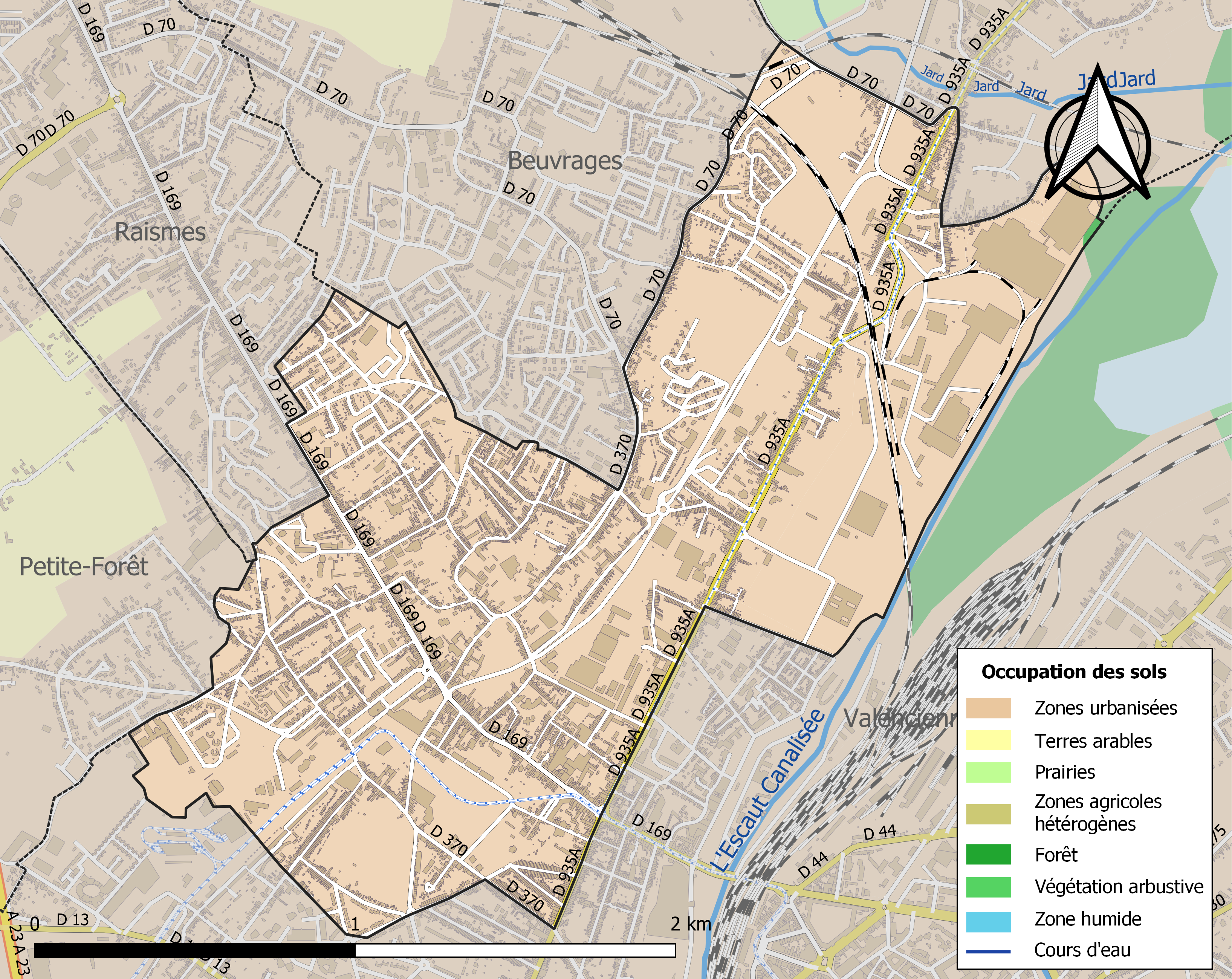
Kaart van de gemeente met belangrijkste infrastructuur, bodemgebruik en omliggende gemeenten

## Bezienswaardigheden
- De Église Sainte-Barbe
- De Église Saint-Vincent-de-Paul in de mijnwerkerswijk Bleuse-Borne
- Het gemeentehuis uit 1874 van architect Constant Moyaux
- Het Château Dampierre, in 2009 ingeschreven als monument historique

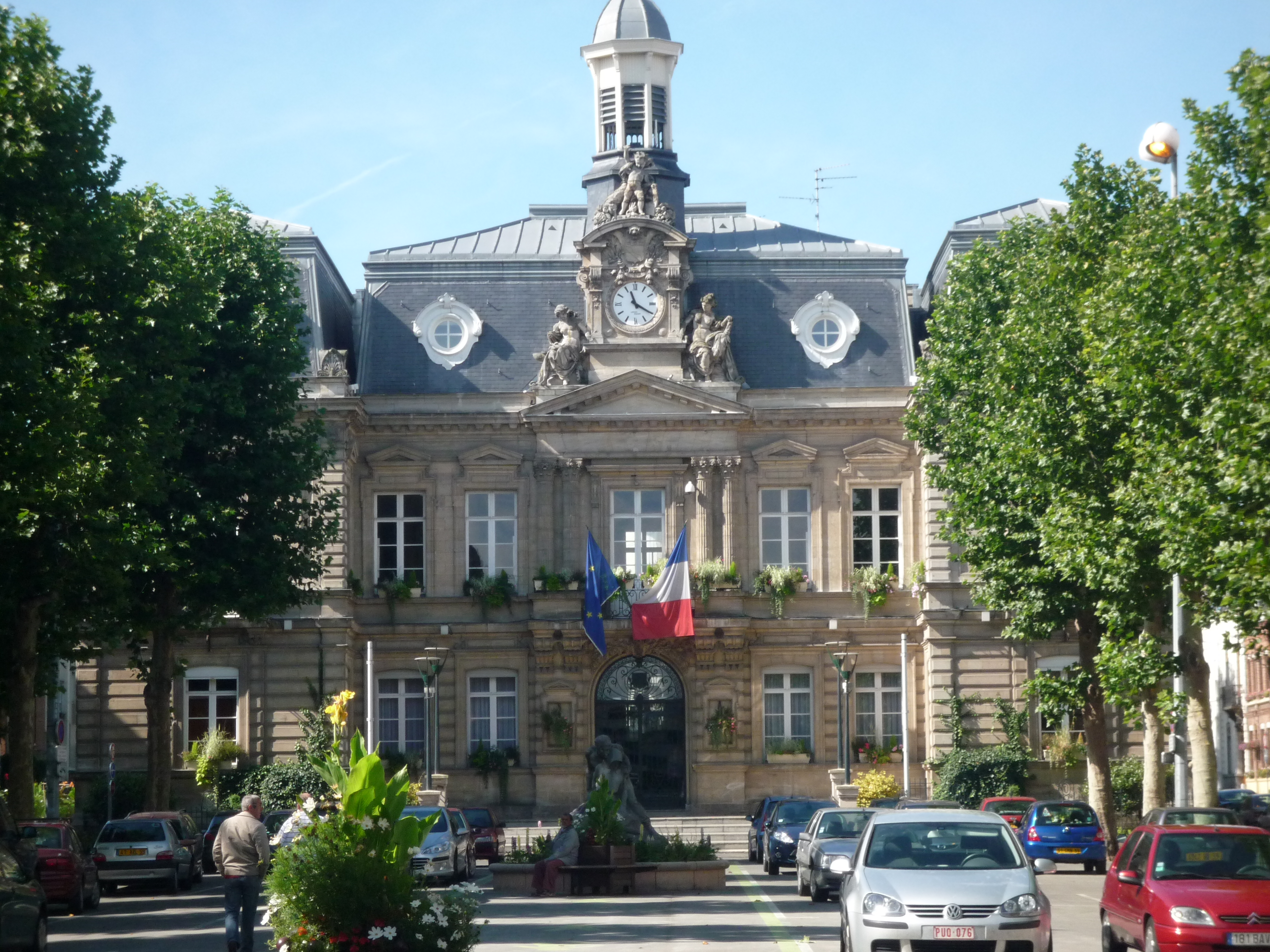
Gemeentehuis
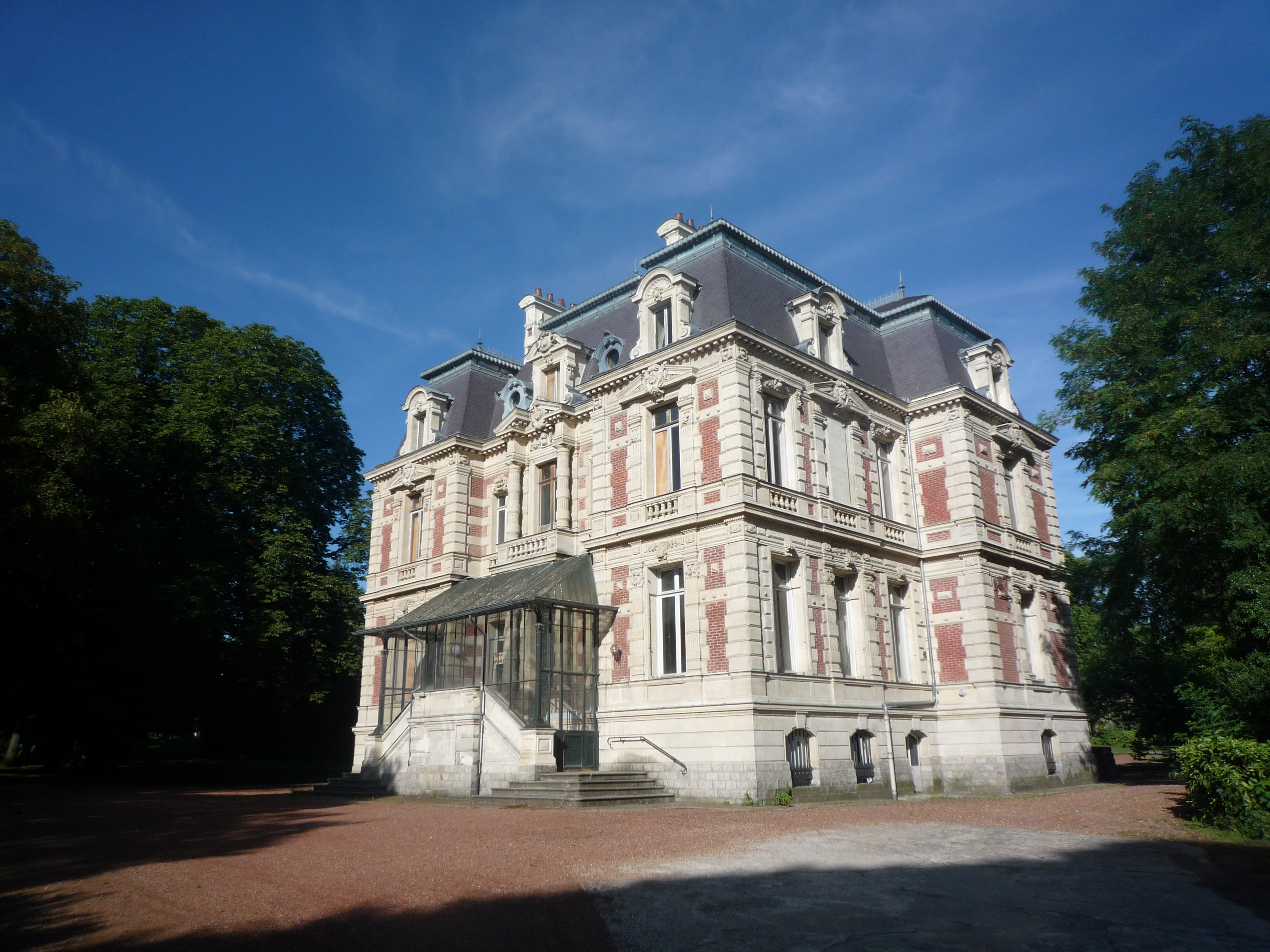
Château Dampierre

## Demografie
Onderstaande figuur toont het verloop van het inwonertal (bron: INSEE-tellingen).